# Pastora Vega
Pastora Vega Aparicio (Madrid, 28 de mayo de 1960) es una actriz y presentadora de televisión española.

## Biografía
Bisnieta de la bailaora Pastora Imperio y nieta del torero Rafael Vega de los Reyes Gitanillo de Triana, es licenciada en Derecho por la Universidad Autónoma de Madrid. Se casó en primeras nupcias con Alberto Oliet Palá. Sus comienzos en el mundo del espectáculo fueron de la mano de Ignacio Salas y Guillermo Summers, colaborando en la presentación del programa de televisión Y sin embargo, te quiero.
Debutó como actriz en 1985 en la serie de televisión Los pazos de Ulloa, que dirigió Gonzalo Suárez y protagonizaron Victoria Abril y Charo López.
Posteriormente, intervino en Amanece, que no es poco, Demasiado corazón —por la que fue candidata al Premio Goya—, Casas de fuego e Ilona llega con la lluvia, entre otras. Su carrera televisiva resultó más fructífera.
Unida sentimentalmente al actor Imanol Arias, trabajó con él en las películas El Lute II: mañana seré libre y Todos los hombres sois iguales, además de protagonizar Un asunto privado, su única incursión en la dirección. También tuvo un papel esporádico en la serie de TVE Cuéntame cómo pasó. Tienen dos hijos, Jon y Daniel, y convivieron hasta 2009.

## Vida privada
Casada entre 1984 y 2009 con el actor Imanol Arias, con quien tiene dos hijos.
Desde 2010 y hasta 2015 mantuvo una relación sentimental con el también actor Juan Ribó, con quien concursó en el programa de parejas de Antena 3 ¡A bailar!. En 2016 comenzó una relación con el actor argentino Darío Grandinetti.

## Filmografía
| Año  | Película                                | Personaje    | Director               |
| ---- | --------------------------------------- | ------------ | ---------------------- |
| 1986 | Iniciativa privada                      |              | Antonio A. Farré       |
| 1988 | El Lute II: mañana seré libre           | Esperanza    | Vicente Aranda         |
| 1989 | Amanece, que no es poco                 | La labradora | José Luis Cuerda       |
| 1990 | La otra historia de Rosendo Juárez      |              | Gerardo Vera           |
| 1991 | El sueño de Tánger                      | Rosa         | Ricardo Franco         |
| 1992 | Demasiado corazón                       | Charo        | Eduardo Campoy         |
| 1994 | Casas de fuego                          | Clor         | Juan Bautista Stagnaro |
| 1994 | Todos los hombres sois iguales          | Merche       | Manuel Gómez Pereira   |
| 1996 | Ilona llega con la lluvia               | Larissa      | Sergio Cabrera         |
| 1996 | Un asunto privado                       | Klaudia      | Imanol Arias           |
| 1996 | Olé Olá                                 |              | José María Aguayo      |
| 1997 | Tangier Cop                             | Mariannick   | Stephen Whittaker      |
| 1998 | La sonámbula                            | Dra. Estévez | Fernando Spiner        |
| 1998 | Un crisantemo estalla en cinco esquinas | La Gallega   | Daniel Burman          |
| 2002 | El chevrolé                             |              | Leonardo Ricagni       |
| 2019 | Auteretrato (Documental)                | Pastora Vega | Gaizka Urresti         |
| 2022 | Vienes o voy                            | Carmen       | Jaime Botella          |
| 2023 | Empieza el baile                        | Elvira       | Marina Seresesky       |
| 2024 | Palacio Estilistas                      | Keka         | Moises Martin          |

### Televisión
- Hoy por hoy (1982)
- Y sin embargo, te quiero (1983-1984)
- Los pazos de Ulloa (1985)
- La tarde (1986)
- Delirios de amor (1989)
- Brigada Central (1989-1990)
- Hasta luego, cocodrilo (1992)
- Hermanos de leche (1994)
- Rosa, la lluita (1996)
- Nada es para siempre (1999-2000)
- Dime que me quieres (2001)
- Cuéntame cómo pasó (2002, 2005, 2009)
- Madrid no duerme: ¡De cine! (2004-2005)
- Amar en tiempos revueltos (2006)
- UCO (2009)
- Bandolera (2011)
- Gran Reserva: El origen (2013)
- ¡A bailar! (2014)
- Velvet (2015, 2016)
- El Ministerio del Tiempo (2016)
- Entreolivos (2017, 2018)[7]
- Terror.APP (2019)
- Sin huellas (2023)

## Teatro
- Así que pasen cinco años (1989)
- Una relación pornográfica (2010)[8]
- La asamblea de mujeres (2015)[9][10]

## Candidaturas
Premios Anuales de la Academia «Goya»
| Año  | Categoría                                | Película          | Resultado |
| ---- | ---------------------------------------- | ----------------- | --------- |
| 1992 | Mejor interpretación femenina de reparto | Demasiado corazón | Candidata |

Premios Cóndor de Plata
| Año  | Categoría               | Película       | Resultado |
| ---- | ----------------------- | -------------- | --------- |
| 1995 | Mejor actriz de reparto | Casas de fuego | Candidata |

Premio Mujer Victoria 2018